# Arsenio Iglesias
Arsenio Iglesias Pardo (Arteijo, La Coruña, 24 de diciembre de 1930-Ibídem 5 de mayo de 2023), conocido como el brujo de Arteijo,fue un futbolista y entrenador español que desarrolló la mayor parte de su carrera deportiva en el club de fútbol español Deportivo de La Coruña.

## Biografía

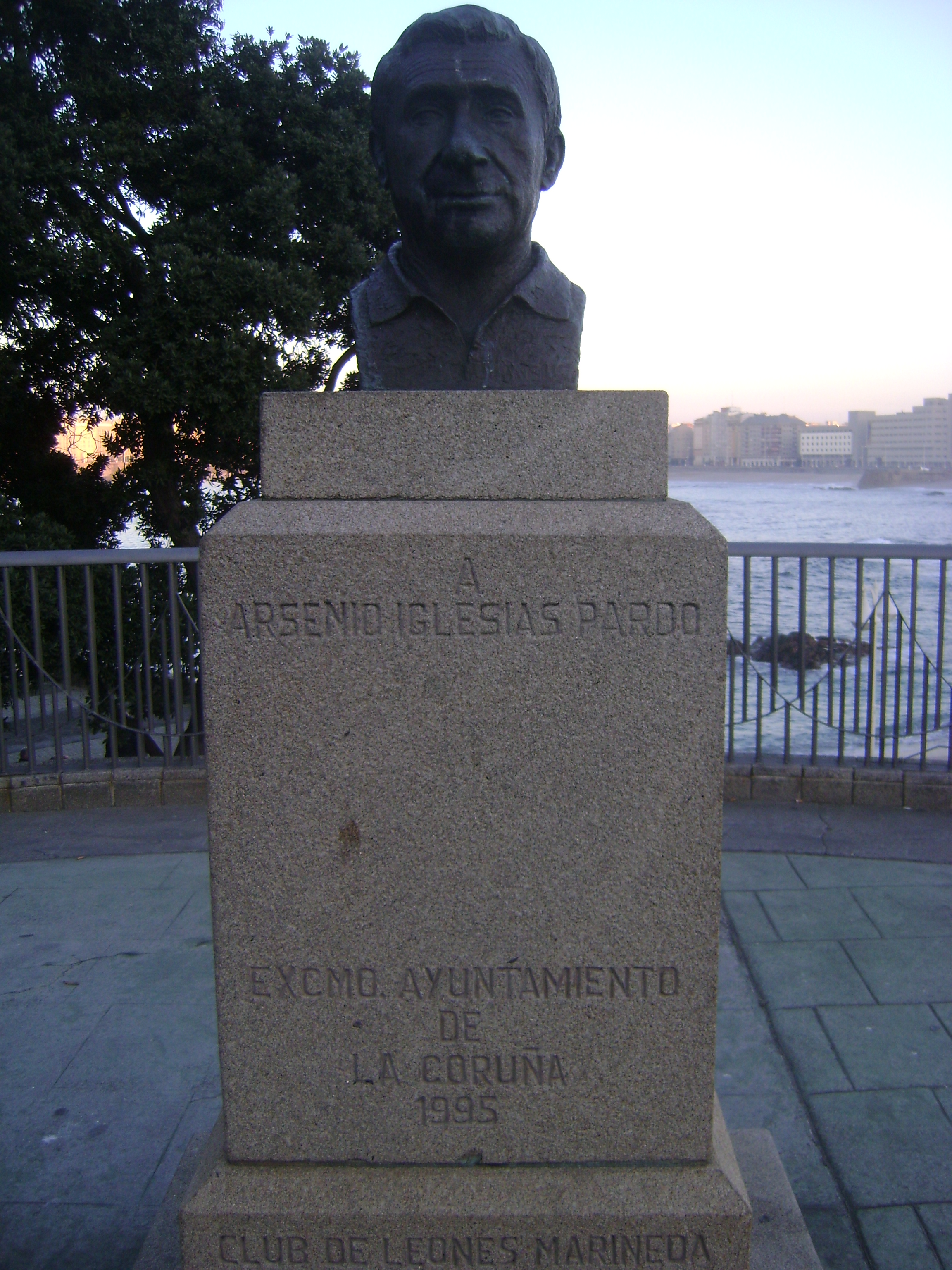
Busto de Arsenio Iglesias en los aledaños del estadio de Riazor.

Era el más pequeño de nueve hermanos, en una familia de labradores. En la temporada 1951-1952 debutó con el Deportivo de La Coruña en Primera División, jugando contra el Fútbol Club Barcelona en el campo de Les Corts. Ganaron los catalanes, pero el joven delantero gallego le marcó un gol a Antoni Ramallets. La leyenda cuenta que Arsenio cogió el balón en las manos y le dijo al célebre portero: «perdón, señor».
También fue jugador del Sevilla (con el que jugó la Copa de Europa), del Granada y del Oviedo, donde colgó las botas en la temporada 1964-1965 marcando un gol en su último partido de liga frente al Athletic Club. Asimismo, vistió la camiseta del Albacete Balompié en dos etapas (60-61, que culminó en el ascenso a Segunda División y 65-66, ya en Tercera División).
Su carrera como entrenador comenzó cinco años más tarde, en el Deportivo de La Coruña, al que inmediatamente asciende a la Primera División en la temporada del año 1970. Arsenio también entrenó al Hércules Club de Fútbol durante cuatro temporadas, desde la 73/74 hasta la 76/77. En estas cuatro temporadas en el equipo alicantino consiguió un ascenso a la Primera División y la mejor clasificación del equipo herculano en la máxima categoría al acabar la temporada 74/75 en 5.ª posición. Como dato curioso, en los partidos del equipo herculano portaba siempre calcetines rojos como amuleto de la suerte.
En la temporada 77/78 consiguió devolver al Real Zaragoza a la Primera División, categoría que había perdido el club maño el año anterior. En la temporada 78/79 entrenó al Burgos C.F., con el que acabó en el puesto número 13.
De vuelta al Deportivo, consiguió el ascenso a Primera División, así como una Copa del Rey (1995) y dos subcampeonatos de liga (1993-94, 1994-95). También llevó al equipo a jugar competiciones europeas por primera vez en su historia. El equipo llegó a ser conocido como el Súper Dépor.
Sus éxitos en el Deportivo le llevaron a entrenar efímeramente al Real Madrid en 1996, sustituyendo a mitad de temporada al cesado Jorge Valdano.
En 2005 fue nombrado entrenador de la Selección de Galicia junto a Fernando Vázquez, cargo que desarrolló hasta 2008.
El 6 de marzo de 2020, el ayuntamiento de La Coruña nombró a Arsenio hijo adoptivo de la ciudad.
El 24 de diciembre de 2020, coincidiendo con el 90.º cumpleaños del exentrenador, la alcaldesa de La Coruña Inés Rey homenajeó a Arsenio al dedicarle su nombre a la ciudad deportiva de La Torre, pasándose a llamar «Ciudad Deportiva Arsenio Iglesias».
El 2 de febrero de 2022, el equipo alicantino Hércules CF nombró a Arsenio embajador del club.
Arsenio Iglesias falleció el 5 de mayo de 2023 a los 92 años. Con motivo de su fallecimiento se instaló una capilla ardiente en el Estadio de Riazor donde su cuerpo fue velado por cientos de coruñeses. Finalmente fue enterrado en su Arteixo natal el 6 de mayo.

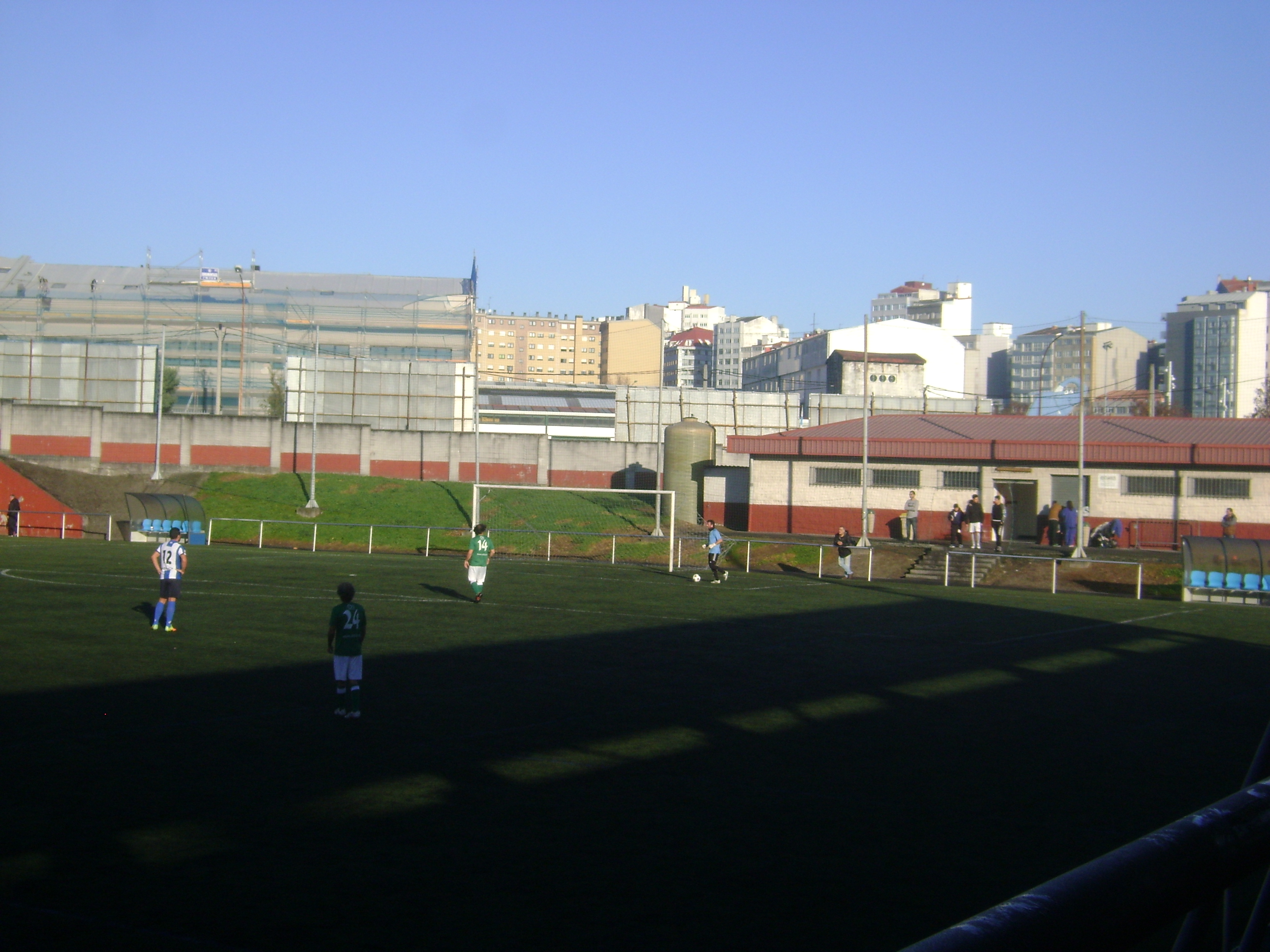
El estadio Arsenio Iglesias en La Coruña.

## Clubes

### Como jugador
| Club                   | País   | Año       |
| ---------------------- | ------ | --------- |
| Deportivo de La Coruña | España | 1951-1957 |
| Sevilla FC             | España | 1957-1958 |
| Granada CF             | España | 1958-1961 |
| Albacete               | España | 1961      |
| Granada CF             | España | 1961-1963 |
| Real Oviedo            | España | 1963-1965 |
| Albacete               | España | 1965-1966 |

### Como entrenador
| Club                       | País   | Año     | P   | PG  | PE | PP | % v.  |
| -------------------------- | ------ | ------- | --- | --- | -- | -- | ----- |
| Deportivo de La Coruña "B" | España | 1967-70 |     |     |    |    |       |
| Deportivo de La Coruña     | España | 1970-73 | 89  | 28  | 26 | 35 | 31.46 |
| Hércules CF                | España | 1973-77 | 140 | 54  | 45 | 41 | 38.57 |
| Real Zaragoza              | España | 1977-78 | 38  | 20  | 10 | 8  | 52.63 |
| Burgos CF                  | España | 1978-79 | 34  | 10  | 12 | 12 | 29.41 |
| Elche CF                   | España | 1979-80 | 26  | 12  | 6  | 8  | 46.15 |
| AD Almería                 | España | 1980    | 18  | 2   | 5  | 11 | 11.11 |
| Deportivo de La Coruña     | España | 1982-85 | 114 | 46  | 29 | 39 | 40.35 |
| SD Compostela              | España | 1986-87 |     |     |    |    |       |
| Deportivo de La Coruña     | España | 1987-95 | 250 | 125 | 66 | 59 | 50    |
| Real Madrid                | España | 1996    | 19  | 10  | 4  | 5  | 52.63 |
| Selección de Galicia       | España | 2005-08 |     |     |    |    |       |

## Palmarés

### Como entrenador

#### Torneos locales
| Título           | Equipo                 | País   | Año     |
| ---------------- | ---------------------- | ------ | ------- |
| Segunda División | Real Zaragoza          | España | 1977/78 |
| Copa del Rey     | Deportivo de La Coruña | España | 1994/95 |

## Premios personales
- Premio Don Balón de mejor entrenador de la Liga: 1993 y 1995.
- Insignia de Oro y Brillantes otorgada por el RC Deportivo como leyenda del deportivismo en 2016.
- Hijo predilecto de la ciudad de La Coruña
- Embajador del centenario Hércules.